# Parli (Maharashtra)
Parli ist eine Stadt im indischen Bundesstaat Maharashtra.
Die Stadt ist Teil des Distrikts Beed. Parli hat den Status eines Municipal Council. Die Stadt ist in 32 Wards gegliedert. Sie hatte am Stichtag der Volkszählung 2011 90.975 Einwohner, von denen 46.975 Männer und 44.000 Frauen waren. Hindus bilden mit einem Anteil von über 62 % die Mehrheit der Bevölkerung in der Stadt. Die Alphabetisierungsrate lag 2011 bei 84,40 % und damit deutlich über dem nationalen Durchschnitt.
Der Eisenbahnunfall von Parli ereignete sich im Jahr 1998.